# Ioan Coman
Ioan Coman (* 14. April 1908; † unbekannt) war ein rumänischer Skilangläufer.
Coman belegte bei den Nordischen Skiweltmeisterschaften 1935 in Vysoké Tatry den zehnten Platz mit der Staffel und bei den Olympischen Winterspielen 1936 in Garmisch-Partenkirchen den 60. Platz über 18 km und den 14. Rang zusammen mit Willi Zacharias, Iosif Covaci und Rudolf Kloeckner in der Staffel.